# Veeteelt in Suriname

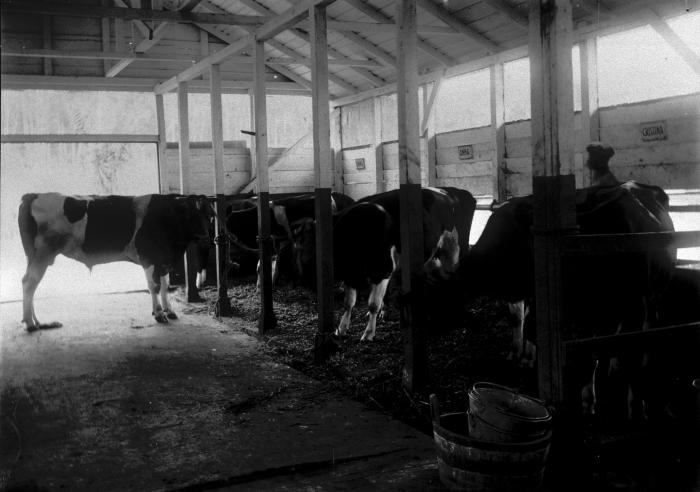
Veestal in Moengo, circa 1930

Veeteelt in Suriname is een bedrijfstak binnen de Surinaamse economie die valt onder de verantwoordelijkheid van het ministerie van Landbouw, Veeteelt en Visserij.

## Sectoren
De intensieve veeteeltsector is in Suriname onder te verdelen in runderen, varkens, kleine herkauwers en pluimvee. Subindelingen zijn in slachtvee en melkvee, waarbij voor de pluimveesector een indeling geldt in de productie van vlees en eieren.
In de eerste helft van de 20e eeuw zijn er meerdere initiatieven geweest om de extensieve savanneteelt op de been te brengen. Mede door de onervarenheid van de inheemse bevolking en de beperkte omvang van enkele honderden hectares savannegronden leidde dit niet tot de start van een duurzame sector.
Bij de intensieve veeteelt gaat het in Suriname om de volgende aantallen gefokte dieren:
| Aantallen gefokte dieren               | 2013   | 2017   |
| -------------------------------------- | ------ | ------ |
| Runderen                               | 46.060 | 35.995 |
| Varkens                                | 32.524 | 34.754 |
| Geiten en schapen                      | 10.000 | 9.463  |
| Karbouwen, paarden, (muil)ezels, enz.  | 908    | 1.139  |
| Kippen, eenden, ganzen en struisvogels | 4.955  | 5.567  |

### Runderen

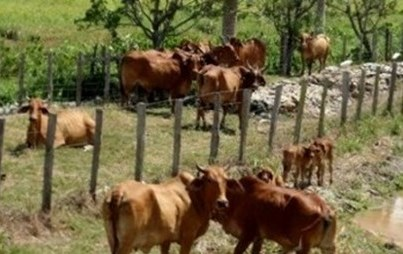
Roodbonte runderen, Suriname, jaren 2010

Rundvee werd oorspronkelijk door de Spanjaarden in Zuid-Amerika geïntroduceerd. Daarna ontwikkelden de rassen zich verschillend per regio. In de afgelopen eeuwen waren runderen in Suriname relatief klein van stuk met een gewicht van rond de 250 kg. De dieren hadden een roodachtige tot gele kleur en kenden een kleine opbrengst van vlees en melk. Om die te verbeteren werden door plantagedirecteuren stieren uit Nederland geïmporteerd. Later, in 1935, in 1949 en in de jaren erna, volgden importen uit Nederland en verschillende landen in de Cariben en Noord-Amerika. Aan het eind van de jaren 1960 waren er circa achtduizend bedrijven waar bij elkaar bijna 40.000 runderen voor vlees en melk werden gehouden.
Daarnaast vond er in de 20e eeuw import van slachtvee plaats uit met name Guyana. Importen van slachtvee uit andere Zuid-Amerikaanse landen riepen begin 21e eeuw weerstand op vanwege de kans op de import van dierziekten. In 2020 en 2021 hoefde Suriname voor het eerst sinds lange tijd geen rundvlees te importeren. In november 2024 droeg minister Parmanand Sewdien de import van runderen over aan de ondernemers, die ze willen importeren vanuit Brazilië. De quarantainefaciliteit blijft een overheidstaak.

#### Zuivelproductie
Terwijl er sinds 1920 al gesproken werd over de bouw van een melkcentrale, kwam deze er pas met de oplevering van de Melkcentrale Paramaribo op 25 oktober 1960. De melkcentrale produceert op basis van lokale melk en geïmporteerde melkpoeder. Gedurende de rest van de 20e eeuw beschikte ze nagenoeg over een monopoliepositie. Hier kwam begin 21e eeuw verandering in met concurrenten als Michi en Rudisa & Nuprocess die naast verse zuivelproducten ook yoghurt en kaas produceren.
Er is voor de zuivelindustrie in Suriname een wettelijke plicht om voor een deel lokaal geproduceerde melk te gebruiken. Voor commerciële bedrijven is dit minder winstgevend vanwege het prijsbeleid van de overheid dat bestaat uit minimumprijzen voor de boeren en maximumprijzen voor consumptiemelk. Andere zuivelproducten kennen geen prijsbeperkingen (stand 2010). Begin 21e eeuw kwam van alle lokaal geproduceerde melk rond een tiende uit Uitkijk, een kwart uit Domburg en de helft uit Wanica (omgeving Suriname). Geïmporteerde melkpoeder komt met name uit de Europese Unie.
Begin jaren 2020 wordt circa 2,5 van de jaarlijkse vraag naar 6,5 miljoen liter melk op Surinaamse bodem geproduceerd.

### Varkens

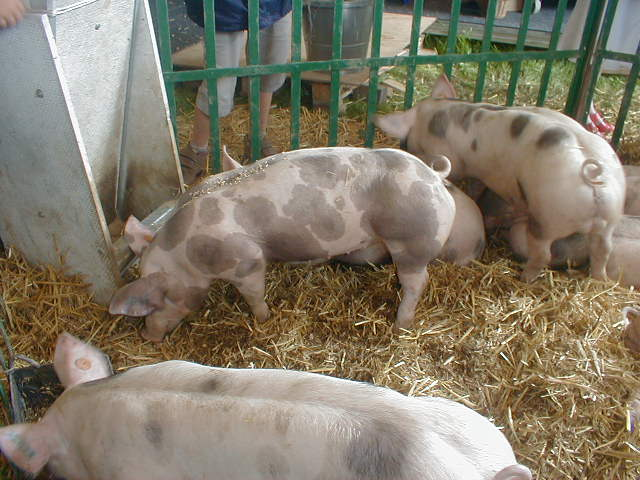
Piétrains

Varkens kwamen van oorsprong eveneens niet voor in Zuid-Amerika. Rassen die in Suriname sinds met name het begin van de 20e eeuw werden geïmporteerd, waren de Belgische Berkshire, de Britse Tamworth en het Duitse Landvarken. De opbrengst was vaak onvoldoende voor de eigen consumptie in Suriname. Door particulieren werden rassen als de Duroc Jersey, het Nederlandse Landvarken, de Piétrain en de Yorkshire ingevoerd. In 1950 kreeg de varkensteelt een impuls door de oprichting van de Veevoerfabriek Vitalo.
In de eerste helft van de jaren 2010 is de varkenshouderij de enige veeteeltsector in Suriname die zelfvoorzienend is en voorziet in de lokale consumptiebehoefte. Rond deze tijd werden jaarlijks circa 300 beren, 3.000 zeugen en 30.000 biggen gefokt. Het zeugenbedrijf 'Suriname Pig Farms' in Saramacca is het grootste fokbedrijf voor biggen in Suriname. Het kreeg in 2015 een subsidie van de Nederlandse ambassade om een diervriendelijke varkensstal voor 900 zeugen te bouwen.

### Kleine herkauwers
In Suriname worden kleine herkauwers gehouden voor het vlees. De grootte van de bedrijven is meestal klein met rond de vijftien dieren. Hiernaast zijn enkele grote houderijen met meer dan tweehonderd dieren. De bedrijven zijn niet gespecialiseerd op levensfase, waardoor de dieren van de geboorte tot de slacht op de bedrijven blijven.
Het belangrijkste schapenras is de Barbados Black Belly (BBB) die bekendstaat om de goede vruchtbaarheid en melkproductie. Andere rassen zijn de Dorper, Katadhin en Santa Inês die vooral om het vlees worden gehouden en om te kruisen met de BBB.
Geitenvlees behoort tot de duurste vleessoorten in het land. De productie is beperkt, evenals de groei van de sector door de hoge luchtvochtigheid, de smalle genetische basis en de onbekendheid met de verzorging. Het belangrijkste geitenras is de Criollo, een mixtype dat onderling sterk verschilt in eigenschappen.

### Pluimvee
Sinds de oprichting in 1922 van de Vereniging tot Bevordering der Pluimveeteelt in Suriname kwam de import van de Barnevelder en de witte Leghorn uit Nederland op gang. De vereniging distribueerde eieren en kuikens en stimuleerde daarmee de lokale pluimveesector. In 1929 volgde de import van de Rhode Island Red en was Suriname in het decennium erna bij tijden een exportland naar Curaçao, Guyana en Trinidad. Nadat het Landbouwproefstation zich in de jaren veertig terugtrok, was de pluimveehouderij erna voorbehouden aan de particuliere sector. Tussen 1959 en 1969 was er een verdrievoudiging van de pluimveestapel die met name tot stand kwam door enkele grote bedrijven.
Suriname haalt een groot deel van de broedeieren voor kippen uit de Verenigde Staten. Door koude weersomstandigheden leidde een tekort aan eieren daar in 2010 tot een schaarste aan consumptiekippen in Suriname. Door het verschil in schaalgrootte in de VS en Brazilië heeft de Surinaamse pluimveesector te maken met een sterke prijsconcurrentie met buitenlandse kippen. In 2020 stonden de prijzen onder druk door overproductie, vanwege de toetreding van een nieuwe kippenboer op de Surinaamse markt.
Een groot bedrijf in de houderij en export van muskuseenden (doksen) is Doksenclub in Lelydorp.

## Veevoer

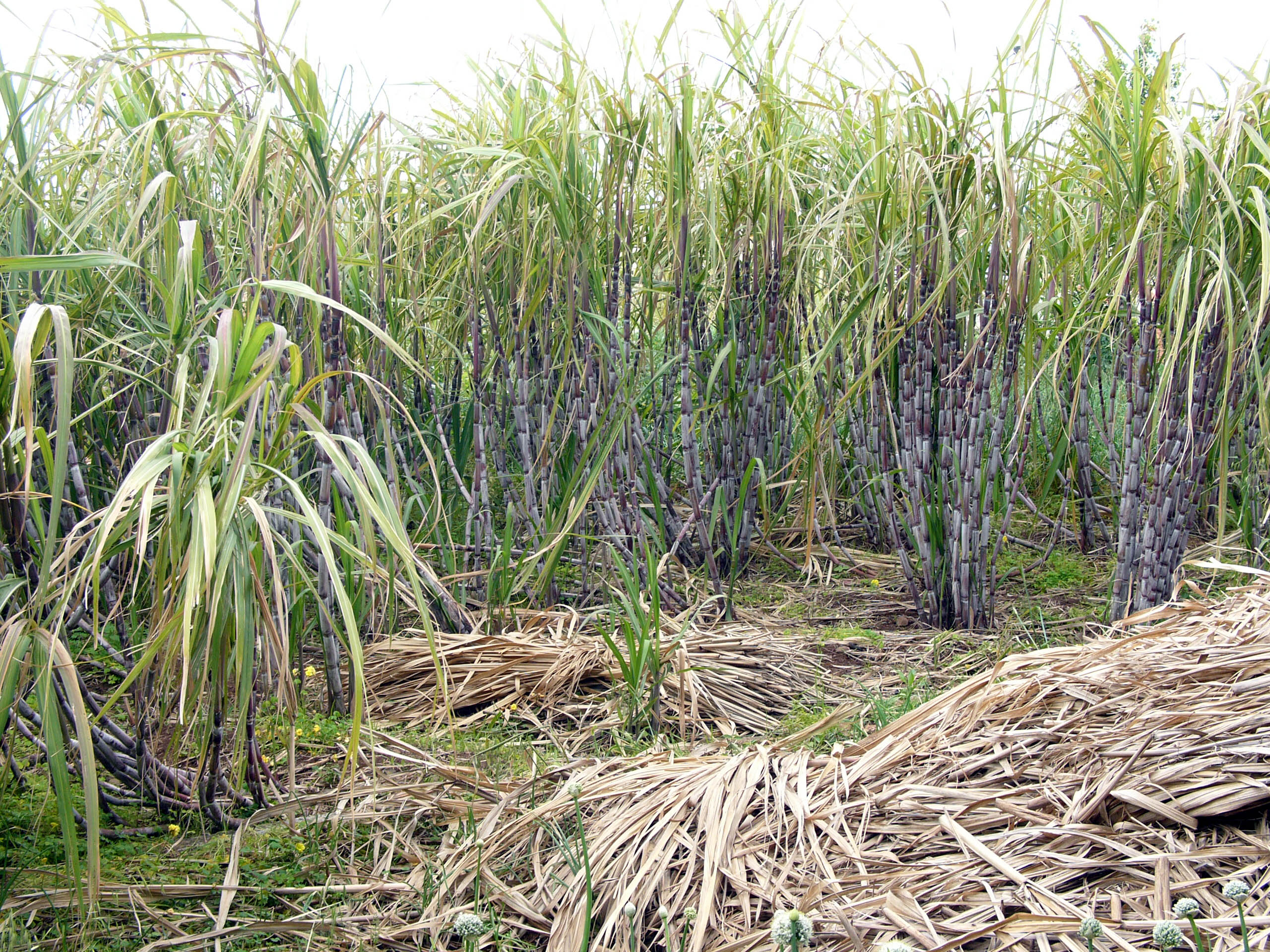
Suikerriet, hier: Madeira, 2006

Het gebrek aan lokaal geproduceerd veevoer vormt een belemmering voor intensieve veeteelt in Suriname. Een uitzondering hierop vormt het ruwvoer. Medio jaren 1970 was het aantal veevoerbedrijven dat mengvoer produceerde gestegen tot vier. Hierna traden nog andere bedrijven toe tot de markt.
In de koloniale tijd werd het suikerrietafval gebruikt als veevoer. De suikerrietaanbouw kwam ten einde in de tweede helft van de 20e eeuw. In de jaren 2010 wordt de aanplant opnieuw onderzocht ten behoeve van de productie van ethanol als biobrandstof. Daarnaast was er op kleine schaal maïs aanwezig, dat verbouwd werd als een ontginningsgewas nadat een perceel was ontbost. Maïs is niettemin een graansoort die niet veel regen kan verdragen. Rond 2015 slaagden proeven met een maïsvariant die goed gedijt in Suriname. Vanwege het zetmeelgehalte wordt ook cassave gebruikt als veevoer. Verder worden voor de melkveehouderij en varkenshouderij slijpmeel en rijstzetmeelsoorten gebruikt die achterblijven na de verwerking van importtarwe tot bloem, terwijl aan varkens ook kokoskoek en keukenafval wordt gevoerd. Garnalenzemel, dat als afvalproduct overblijft tijdens de verwerking van garnalen, wordt eveneens als veevoer gebruikt.

## Handel
Eind maart 1901 werd een van de eerste landbouwtentoonstellingen gehouden in Paramaribo, waarbij er boven verwachting veel dieren werden getoond. Nog in juni van hetzelfde jaar werd een wekelijkse veemarkt in het leven geroepen ten noorden van de Gemeenelandsweg en ten westen van de Nepveustraat. Ook werden er incidentele markten gehouden, zoals die van Lelydorp en Kwatta in de jaren 1960 en 1970. In 1977 kwam de Landbouwmarkt Kwatta (later Kwattamarkt) in de plaats van de veemarkt.
De behoefte aan een periodieke veemarkt is blijven bestaan, onder meer om te voorkomen dat vee langs de kant van de weg wordt verkocht en om illegaal slachten van vee tegen te gaan. Incidenteel worden nog veemarkten georganiseerd, waaronder de veetentoonstellingen van de Agrarische Raad van de Vooruitstrevende Hervormingspartij (VHP) in de jaren 2010.
Een slachthuis voor runderen, schapen en geiten is Surebeef. Dit bedrijf startte in 2022 met de export van runderhuiden die bestemd zijn als aas voor de visserij op Sint Maarten.

## Organisaties
Veehouders worden vertegenwoordigd door de Veehoudersbond Suriname (VHB) en de Vereniging van Surinaamse Melkboeren (VSMB). Een andere vertegenwoordiger in de sector is de Federatie van Surinaamse Agrariërs.
Kippenboeren zijn vertegenwoordigd in de Associatie Pluimvee Sector Suriname. Deze belangenorganisatie werd in 2000 opricht om de branche te ontwikkelen en de voedselveiligheid veilig te stellen.
In 2008 werd het Agrarisch Kredietfonds opgezet uit de Verdragsgelden, met kredieten voor kleine en middengrote bedrijven tegen een laag rentepercentage. Minister Lekhram Soerdjan hief het fonds in december 2018 op en bracht het onder bij de Nationale Ontwikkelingsbank (NOB). Eind 2020 bespreekt de regering-Santokhi een herleving van het fonds met de Verenigde Staten en Nederland; beide landen tonen interesse om het fonds te ondersteunen.